# Oleh Lytvynenko
Oleh Lytvynenko –en ucraniano, Олег Литвиненко– (13 de marzo de 1973) es un deportista ucraniano que compitió en lucha grecorromana. Ganó una medalla de bronce en el Campeonato Europeo de Lucha de 1998, en la categoría de 63 kg.

## Palmarés internacional
| Campeonato Europeo | Campeonato Europeo  | Campeonato Europeo | Campeonato Europeo |
| Año                | Lugar               | Medalla            | Categoría          |
| ------------------ | ------------------- | ------------------ | ------------------ |
| 1998               | Minsk (Bielorrusia) | Medalla de bronce  | 63 kg              |